# Karl Suso Frank

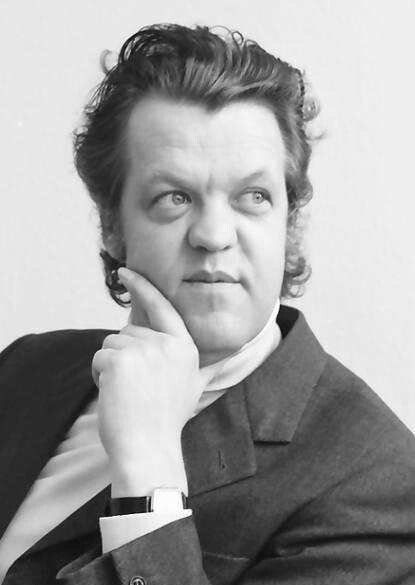
Karl Suso Frank (1975)

Karl Suso Frank OFM (* 27. Januar 1933 in Wiblingen als Karl Frank; † 4. Januar 2006 in Freiburg im Breisgau) war ein deutscher  römisch-katholischer Theologe und Kirchenhistoriker.

## Leben
Karl Frank war ein Kind des Korbmacherehepaares Anna und Benedikt Frank, er hatte noch weitere sieben Geschwister. Geprägt durch seinen Heimatort Wiblingen (einen Stadtteil von Ulm), die Schulzeit bei den Franziskanern in Hadamar und den Kontakt zum Franziskanerkloster in Ulm trat Frank 1952 in die Thüringische Provinz des Franziskanerordens ein und erhielt den Ordensnamen Suso. Sein Bruder Isnard Wilhelm Frank wurde Dominikaner und später Professor für Mittlere und Neuere Kirchengeschichte an der Universität Mainz. Die beiden Brüder wurden 1958 gemeinsam durch den Kölner Weihbischof Joseph Ferche zu Priestern geweiht.
Karl Suso Frank studierte zunächst an den Ordenshochschulen in Sigmaringen und Fulda Philosophie und Theologie. Seit 1959 studierte er in Münster Kirchengeschichte, Geschichte, Archäologie und Kunstgeschichte und wurde 1963 bei Bernhard Kötting an der Katholisch-Theologischen Fakultät der Universität Münster promoviert. Dort wurde er Mitglied des Katholischen Studentenvereins Hansea-Halle zu Münster im KV, dem er bis zu seinem Tode eng verbunden blieb.
Von 1963 bis 1964 war Frank Assistent am Institut für Religiöse Volkskunde der Universität Münster, anschließend bis 1969 Lektor – dies ist die Bezeichnung der Franziskaner für Professoren – für Alte Kirchengeschichte und Patrologie an den Ordenshochschulen der Franziskaner in Fulda und Münster. Von 1965 bis 1967 war er Stipendiat der Deutschen Forschungsgemeinschaft mit Studienaufenthalten in Lyon, Rom und Göttingen. Nach der Habilitation in den Fächern Alte Kirchengeschichte, Patrologie und Christliche Frömmigkeitsgeschichte in Münster im Jahre 1968 erhielt Frank sofort eine Berufung als Professor für Alte Kirchengeschichte und Patrologie an der Katholisch-Theologischen Fakultät der Universität Mainz. Seit 1974 war er bis zur Emeritierung 2000 Professor für Alte Kirchengeschichte und Patrologie an der Universität Freiburg im Breisgau. Dreimal – 1976/77, 1985/86 und 1994/95 – war er Dekan der Katholisch-Theologischen Fakultät der Universität Freiburg.
Frank verstarb am 4. Januar 2006 kurz vor Vollendung des 73. Lebensjahres.

## Bedeutung
Karl Suso Frank genoss als Wissenschaftler großes Ansehen. Seine Vorlesungen waren wegen ihrer Lebendigkeit und Brillanz bei den Studenten außerordentlich beliebt. Seine Bedeutung als Historiker beruht besonders auf seinen zu Standardwerken gewordenen Überblickswerken zur Alten Kirchengeschichte und auf seinen zahlreichen Arbeiten zur Geschichte des Mönchtums, die in mehrere Sprachen übersetzt wurden. Darüber hinaus veröffentlichte er zahlreiche Schriften zu kunstgeschichtlichen Themen. Für das Lexikon für Theologie und Kirche verfasste er allein 625 Artikel. Seine fast unübersehbaren Publikationen brachten Frank auch international ein hohes Ansehen, seine Forschungen fanden Anerkennung durch Mitgliedschaften in mehreren Akademien und internationalen wissenschaftlichen Vereinigungen.
Frank war von 1983 bis 1997 Vorsitzender des Kirchengeschichtlichen Vereins des Erzbistums Freiburg, er veröffentlichte auch mehrere Arbeiten zur oberrheinischen und Freiburger Diözesangeschichte.

## Auszeichnungen
Karl Suso Franks Wirken als Kirchenhistoriker wurde unter anderem durch die Verleihung der Werner-Heisenberg-Medaille der Alexander von Humboldt-Stiftung und durch die Verleihung der Konradsplakette, der höchsten Auszeichnung der Erzdiözese Freiburg, gewürdigt. Er war auch Mitglied der Bayerischen Benediktinerakademie.

## Veröffentlichungen (Auswahl)
- Angelikos bios. Begriffsanalytische und begriffsgeschichtliche Untersuchung zum 'Engelgleichen Leben' im frühen Mönchtum (= Beiträge zur Geschichte des alten Mönchtums und des Benediktinertums, Bd. 26). Aschendorff, Münster 1964 (= Dissertation Universität Münster).
- (Hrsg.): Askese und Mönchtum in der alten Kirche (= Wege der Forschung, Bd. 409). Wissenschaftliche Buchgesellschaft, Darmstadt 1975, ISBN 978-3-534-06341-3.
- Grundzüge der Geschichte des christlichen Mönchtums (= Grundzüge, Bd. 25). Wissenschaftliche Buchgesellschaft, Darmstadt 1975, ISBN 3-534-06034-2 (6. Aufl. 2010).
- Das Klarissenkloster Söflingen. Ein Beitrag zur franziskanischen Ordensgeschichte Süddeutschlands und zur Ulmer Kirchengeschichte (= Beiträge zur Geschichte der Stadt Ulm, Bd. 20). Kohlhammer, Stuttgart 1980, ISBN 3-17-005129-6.
- Grundzüge der Geschichte der alten Kirche (= Grundzüge, Bd. 55). Wissenschaftliche Buchgesellschaft, Darmstadt 1984, ISBN 3-534-09044-6 (3. Aufl. 1993).
- (mit Elisabeth Grünbeck): Lehrbuch der Geschichte der Alten Kirche. Schöningh, Paderborn 1996, ISBN 3-506-72601-3 (3. Aufl. 2002).
- (Übers.): Die selige Synkletike wurde gefragt. Vita der Amma Synkletike (= Weisungen der Väter, Band 5). Beuroner Kunstverlag, Beuron 2008, ISBN 978-3-87071-169-6.